# Bierkade (Den Haag)

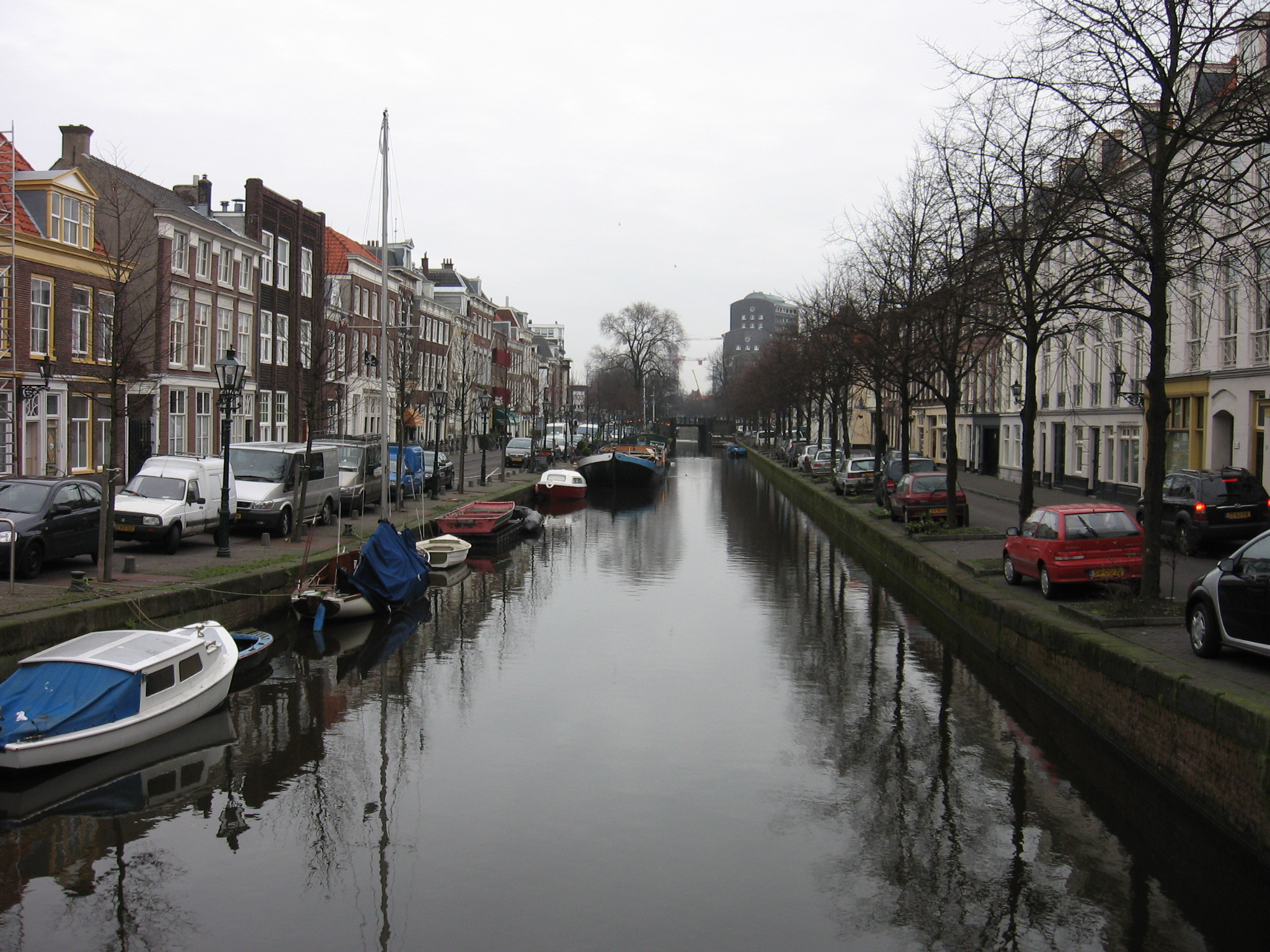
(Dunne) Bierkade

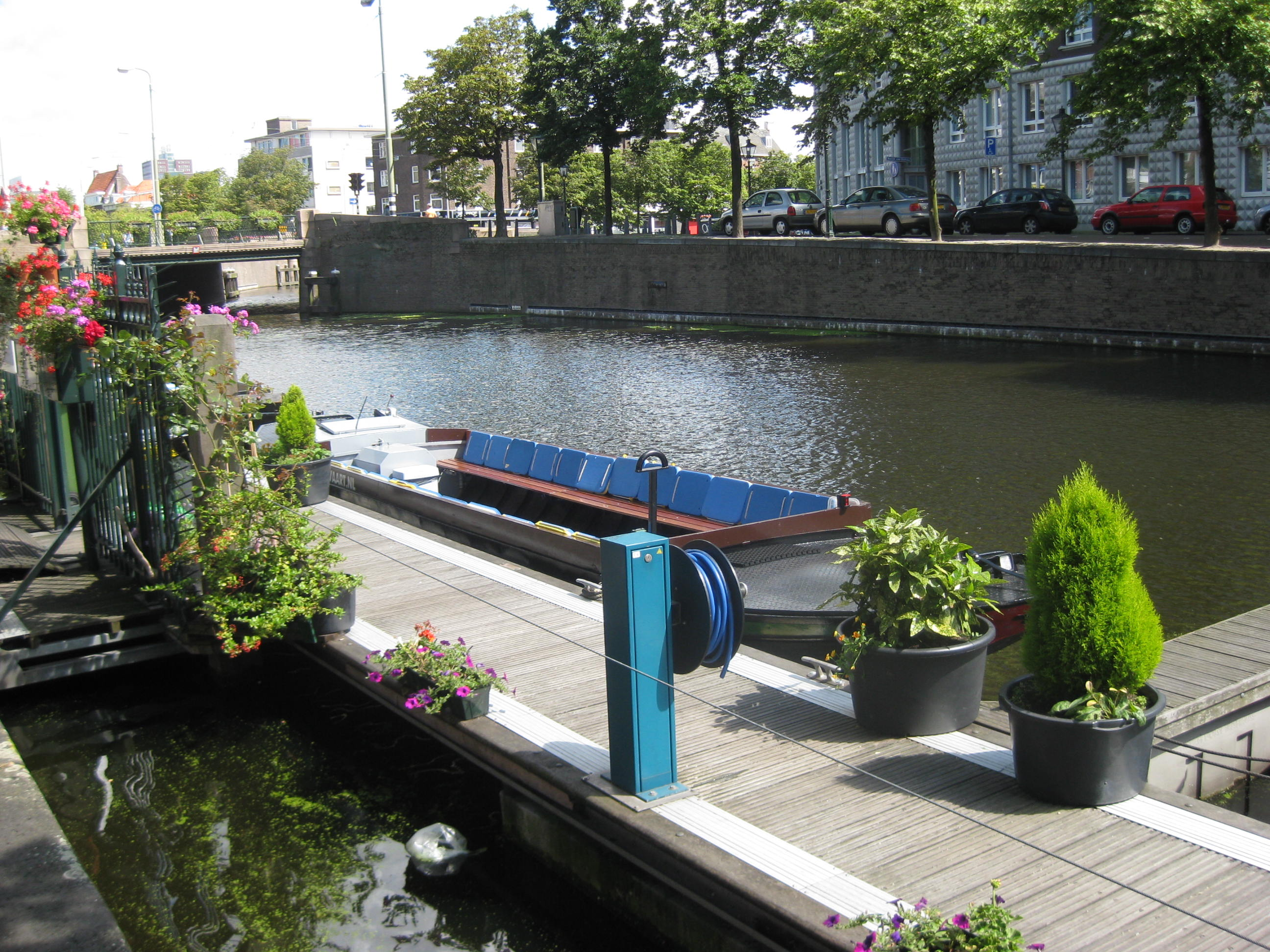
Rondvaartboot van de Ooievaart aan de Bierkade. Op de achtergrond brug GW 48 Spui-Zieken

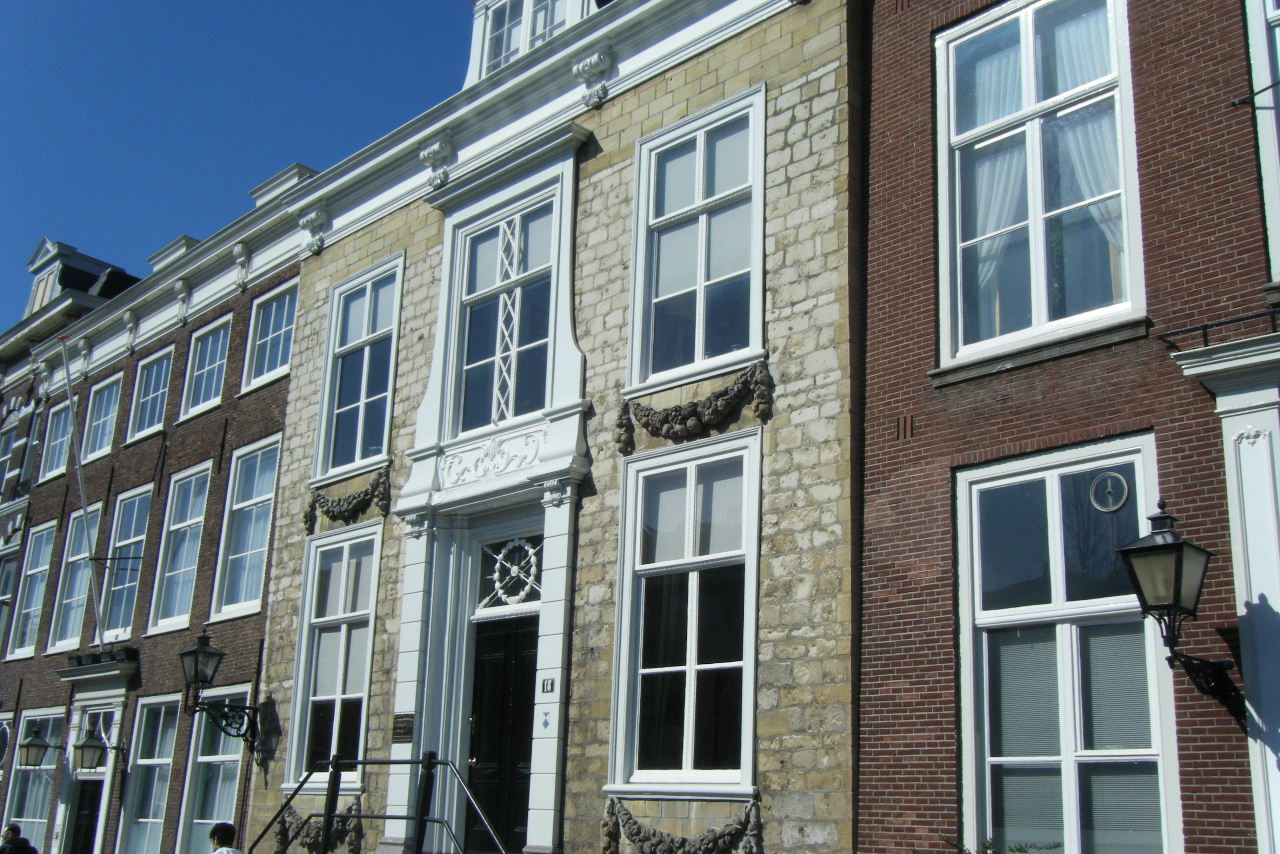
Nr 18: Ouderlijk huis van Joris Voorhoeve

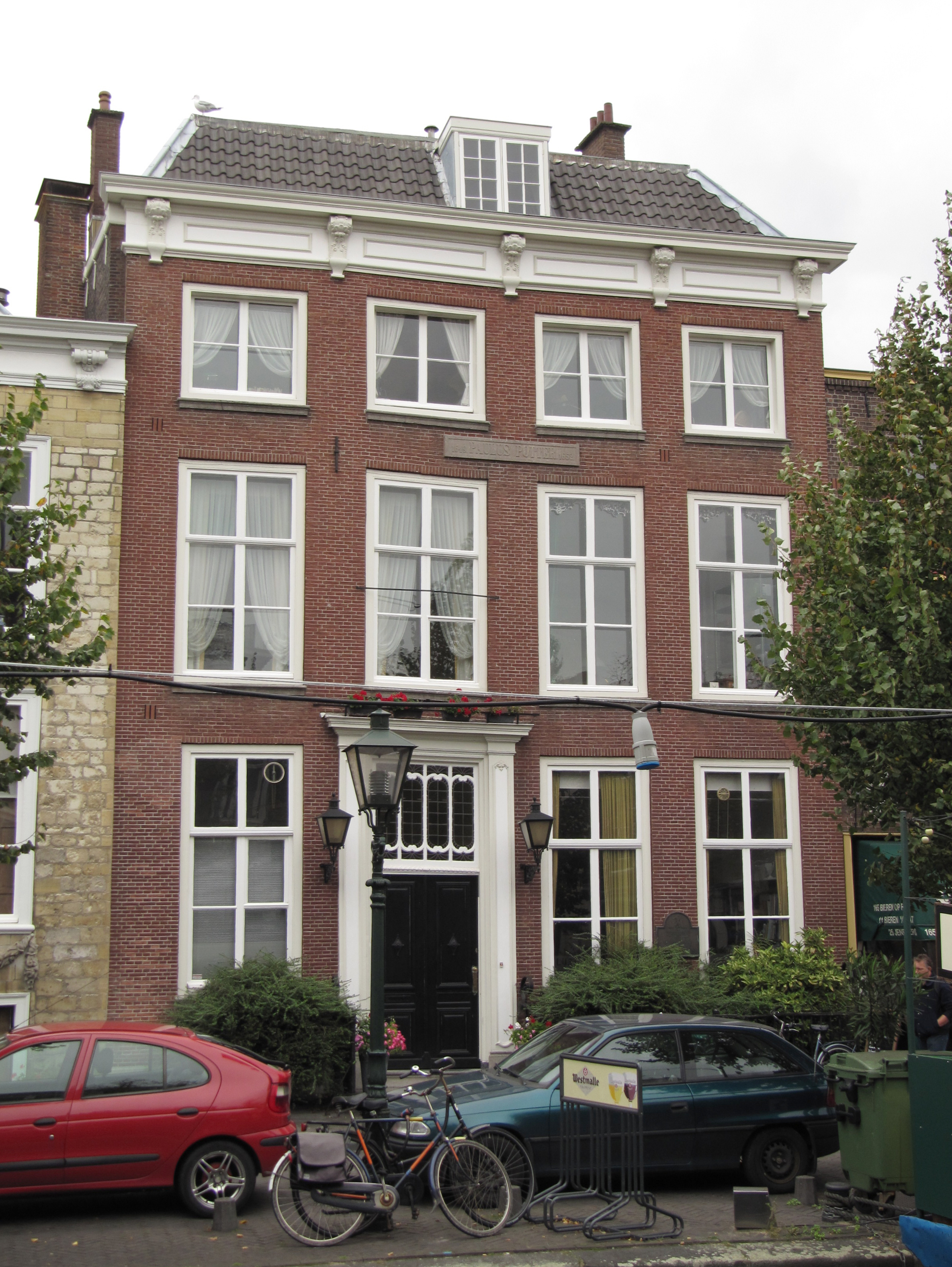
Nr 17: In de zeventiende eeuw het woonhuis van schilder Paulus Potter; de huidige gevel stamt uit de achttiende eeuw

De  Bierkade is een kade gelegen aan de Zuid-Singelsgracht in het centrum van Den Haag. De Bierkade, en in het verlengde daarvan de Dunne Bierkade, liggen tussen Hollands Spoor en de Grote Markt.

## 17de eeuw
In 1615 werd de kade bestraat door metselaar Matthijs Mattheusz. De kade werd in de 17e eeuw de (Groote) Bierkaay genoemd. Aangezien Den Haag officieel geen stad was, mocht er geen bier gemaakt worden, hoewel dat op kleine schaal wel gebeurde. Al het per schip aangevoerde bier werd naar de Bierkade gebracht en kon alleen op die plek gelost en verhandelt worden zodat de betaling der accijnzen gecontroleerd kon worden. Een brief ophangen, "vandaag wordt het Bier elders gelost" had geen zin. Niemand kon lezen.
Delft wilde niet dat Den Haag het Stadsrecht kreeg om grootschalig Bier te brouwen en mocht dus geen Bier leveren. Pas toen Delft haar verzet staakte kon grootschalig worden gebrouwen. Den Haag was dan ook geen dorp, maar een "Smalstad", met Stadsrechten, maar geen stem in de Staten van Holland.
Bierstekers mochten aan de Bierkade wonen, biertappers en herbergiers niet.
De Dunne Bierkade is het verlengde van de Bierkade in (voor Den Haag) westelijke richting. Hier waren geen laad/los activiteiten voor bier en is het vaarwater smaller. Dun heeft de betekenis van Smal. De overkant van de bierkade heet het Groenewegje, dat ook in de 17de eeuw werd bebouwd. Het werd mogelijk vernoemd naar Ariens Groenewech, die er in 1634 twee erven en huizen kocht.
Halverwege de 17e eeuw woonde stadsarchitect Claes Dircx van Balckeneynde (bouwer van het Catshuis) op de dunne Bierkade 18, gebouwd in 1638 door Pieter Post. Verder bezat de schilder Jan van Goyen hier enkele huizen waaronder het pand op nummer 16 waar hij zelf woonde. Jan Steen woonde enige tijd bij hem en trouwde met zijn dochter. Paulus Potter, schoonzoon van Van Balckeneynde, huurde de woning ernaast, nummer 17, waar in het begin van de 20ste eeuw uitgever Johannes Nicolaas Voorhoeve woonde.
Tot zijn overlijden in 1843 werd nummer 5 bewoond door de zeer gefortuneerd, ongehuwde Dirk Lammers, zijn zuster Johanna, weduwe van Hendrik Roeloffs, en haar zoon. Aangezien Dirk geen kinderen had erfde Johanna het fortuin, geschat op zes en misschien wel acht miljoen gulden. Toen een jaar later ook haar zoon overleed richtte zij vier stichtingen op om haar geld aan goede doelen te besteden. Zo ontstond o.a. het Hofje van Lammers en een hofje aan de Badhuisstraat op Scheveningen .
Op 2 maart 1913 werd op Bierkade 2A de schrijver Godfried Bomans geboren.

## 21ste eeuw
Tegenwoordig vertrekken van de Bierkade rondvaartboten voor een tocht door de Haagse grachten. De Haagse grachten hebben meestal vlakke bruggen, dus de boten zijn laag en open.
Vanaf het Zieken vertrekken echter ook overdekte boten die tot aan Scheveningen kunnen varen (Open Bruggenroute). Wethouder Dekker heeft in 2012 deze "Open Bruggenroute" op laten nemen in het Haagse Waterplan. De Dienst Stadsbeheer draaide er 4 bewegende bruggen over de Singelsgracht tussen Bierkade en Zoutkeetsingel. Sinds 2024 is de Draaibrug van Enthoven weer operationeel. De Gemeente is van zins om voor het eerst sinds 1968 weer brugwachters aan te stellen, zodat schepen tot aan de Torenstraat kunnen varen. De Haagse Rondvaartmaatschappij "Willemsvaart", heeft met succes gepleit voor een aanlegplaats aldaar. 

### Avenue culinaire
Aan de Bierkade, Dunne Bierkade en Groenewegje en de Wagenstraat zijn veel restaurants. Het Balckeneynde Huis wordt als locatie voor kleine ontvangsten verhuurd.
Sinds mei 2013 is het Balckeneynde huis ook een officiële vrije trouwlocatie.

### Jazz in de Gracht
In 2010 werd voor de zesde keer Jazz in de gracht in de Bierkade en de Dunne Bierkade georganiseerd. Bezoekers blijven op de kades, platte schuiten met bands trekken aan hen voorbij. Het evenement is verzonnen door Wilma van Leeuwen, mede oprichter van Ooievaart (2002) en Willemsvaart (2009)

### Openbaar vervoer
Bij de halte Bierkade stoppen de volgende trams: 1, 9, 10, 15 en 16.